# Explorer 3
Explorer 3, (1958 Gamma), est un satellite scientifique américain du programme Explorer lancé le 26 mars 1958. Le projet est développé par le ABMA (chargée du développement des missiles balistiques de l'Armée de terre américain) car à l'époque la NASA n'existe pas encore. Le satellite cylindrique de 14,1 kg a les mêmes objectifs que Explorer 1 dont il est une copie. Explorer 3 réalise des mesures détaillée du rayonnement cosmique à l'aide de deux compteurs Geiger et de deux scintillateurs. Il doit aussi déterminer la présence des micrométéorites à l'aide de détecteurs d'érosion. Le satellite est placé en orbite par un lanceur Juno I qui décolle depuis la base de lancement de Cap Canaveral. Il circule sur une orbite fortement elliptique de 186 x 2 799 km. Le satellite est détruit en rentrant dans l'atmosphère le 28 juin 1958 soit 93 jours d'exploration après son lancement.

## La découverte de la ceinture de Van Allen

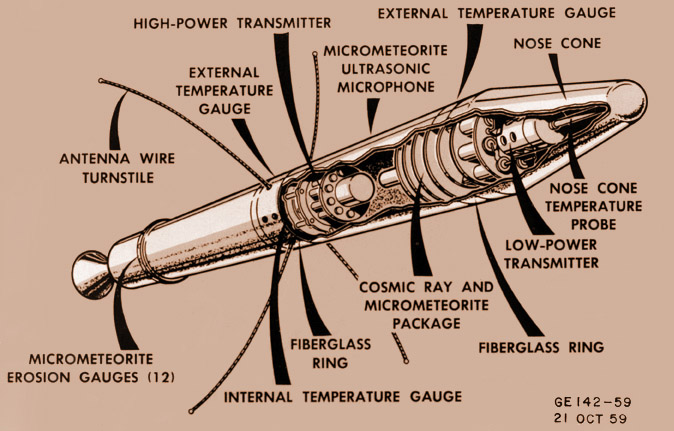
Vue en éclaté du satellite Explorer 3.

À l'issue de la mission du satellite Explorer 1, les résultats fournis par le compteur Geiger embarqué n'ont pu être expliqués. Le nombre de rayons ionisants détectés passait de 30 par seconde (un chiffre considéré comme conforme aux prédictions des scientifiques) à 0 sans qu'aucune explication logique ne soit trouvée. Explorer 1 ne collectait que des données fragmentaires car il ne disposait d'aucun système de stockage et les données collectées, alors que le satellite était hors de portée d'une station (situation fréquente), étaient perdues. Explorer 3 est le premier satellite artificiel à emporter un enregistreur sur bande magnétique miniaturisé (226 grammes et 6,35 cm de large) permettant de collecter et de conserver les données tout au long de l'orbite. En exploitant ces mesures, l'équipe de l'université de l'Iowa, placée sous la direction du concepteur de l'instrument, James Van Allen, se rend compte que le compteur tombe à zéro aux altitudes supérieures à 2 000 kilomètres au-dessus de l'Amérique du Sud. L'équipe comprend que les radiations sont tellement importantes dans cette zone que le compteur Geiger est saturé et ne fournit plus aucune information. Il en est déduit l'existence d'une ceinture de particules énergétiques piégées par le champ magnétique terrestre ayant la forme d'un beignet situé au niveau de l'équateur terrestre et aujourd'hui connue sous le nom de ceinture de Van Allen. Cette découverte est considérée comme l'une des plus importantes de l'Année géophysique internationale.

## Description du satellite
Le satellite Explorer 3 est essentiellement identique à Explorer 1 : un cylindre de 2,03 m de long et de 0,15 m de diamètre constituant le quatrième étage du lanceur Juno I. Avec une masse de 14,06 kg, il pèse environ 0,1 kg de plus que Explorer 1. La base du cylindre abrite le moteur-fusée à combustible solide Sergeant. Les oscillateurs et les piles au mercure Mallory pour l'émetteur de faible puissance se trouvent dans la partie supérieure du cylindre. En dessous de ceux-ci se trouvent l'émetteur basse puissance (10 mW, 108,00 MHz) qui fait office d'antenne basse puissance.
Dans le haut du cylindre se trouve le détecteur, qui contient le tube du compteur Geiger-Müeller pour l'expérience sur le rayonnement cosmique, le récepteur de commande, pour les interrogations des enregistreurs, un émetteur de lecture haute puissance (60 mW, 108,03 MHz) pour la réponse à l'interrogation, des composants électroniques pour l'expérience des rayons cosmiques, les piles au mercure Mallory pour l'émetteur haute puissance et l'enregistreur à bande magnétique de 0,23 kg, 5,7 cm de diamètre (qui n'était pas sur Explorer 1). Un espace pour l'antenne haute puissance et un écran de protection contre le rayonnement thermique se trouvent entre le compteur Geiger et le moteur-fusée. Le système haute puissance utilise les boîtiers d'instrument et du moteur-fusée comme antenne dipôle rayonnante. Les détecteurs de micrométéorites sont disposés en anneau autour du cylindre au bas du satellite. Contrairement à Explorer 1, Explorer 3 n'a pas d'antenne radiale ni de détecteur de micrométéorite acoustique.

## Déroulement de la mission
Explorer 3 est lancé à partir du centre d'essai de missiles de Cap Canaveral, en Floride, le 26 mars 1958 à 17 h 38 GMT. Le satellite est injecté sur une orbite de 186 x 2799 km avec une inclinaison de 33,38° et une période de 115,7 minutes. La première interrogation réussie du système de lecture des commandes est réalisée 3 minutes plus tard par la station terrienne Antigua Minitrack.
La vitesse de rotation du satellite Explorer 3 est de 10 tours par seconde, mais elle est ralentie à 2 tours au cours des 10 jours suivants. Les expériences et les systèmes de communication fonctionnent nominalement jusqu'au début mai. Le 7 mai, les données du détecteur de micrométéorites montrent que deux grilles sont cassées, indiquant des impacts de micrométéorites. Le 8 mai, le canal de télémétrie 5 (température) de l'émetteur de faible puissance cesse de fonctionner et le 9 mai, le modulateur de l'émetteur de faible puissance ne fonctionne plus et l'émetteur de haute puissance devient intermittent. Le 10 mai, le signal disparaît. Le 11 mai, l'émetteur haute puissance reste silencieux et le 12 mai, l'émetteur basse puissance échoue également. Le signal réapparaît le 14 mai, mais disparaît définitivement le 16 mai. La réponse à l'interrogatoire est brève le 21 mai, la dernière réponse à l'interrogatoire a lieu le 24 mai 1958 à 06 h 52 GMT. Le dernier signal du système à haute puissance se fait le 5 juin. Les deux systèmes de transmission étant totalement indépendants, il est supposé que les détections de micrométéorites peuvent être dues à la pluie de météorites Êta Aquarides et que d'autres impacts peuvent se produire de la même manière. Les systèmes spatiaux endommagés entraînent la défaillance des deux systèmes de transmission. Le satellite Explorer 3 rentre dans l'atmosphère le 28 juin 1958.